# Alphonsus de Berghes

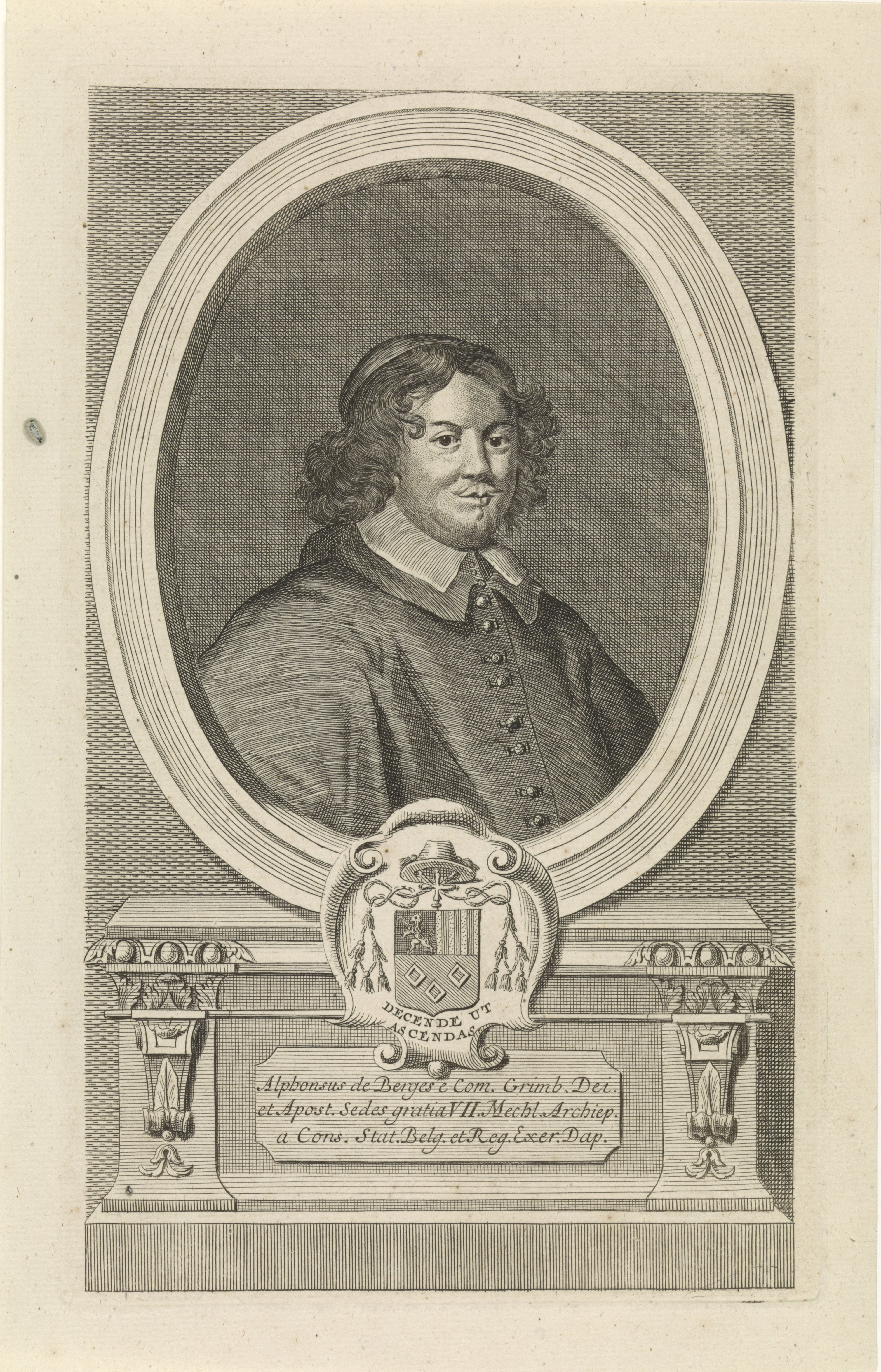
Alphonsus de Berghes

Familienwappen von de Berghes

Alphonsus Ghislain Norbert de Berghes (auch Alfons de Berghes; * 9. September 1624 in Brüssel; † 7. Juni 1689 ebenda) war ein römisch-katholischer Theologe und Bischof.

## Familiärer Hintergrund
Berghes stammte aus dem Adelsgeschlecht de Glymes aus der Linie der Comtes de Grimberghe und Princes de Berghes. Sein Großonkel war der Fürsterzbischof von Cambrai Guillaume de Berghes, sein Vater der spanisch-niederländische Comte de Grimberghe, Comte Gottfried de Berghes, der als Hofmeister und Diplomat im Dienste des Königreichs Spanien stand. Sein Bruder Eugen de Berghes († 1670) folgte 1635 seinem Vater auf die Stellung als Comte de Grimberghe, sein Bruder Ignaz († 1690) wurde ein spanischer General.

## Leben
Berghes wurde wohl bei den Jesuiten in Brüssel und Halle in den Geisteswissenschaften ausgebildet. Anschließend ging er an die Universität Löwen, an der er die Künste und Rechtswissenschaft studierte. Er wurde 1646 zum Propst des Kapitels von Kleve ernannt und 1649 zum Kanoniker in Tournai, nachdem er zuvor zum Diakon geweiht war. Am 22. Mai 1650 empfing er seine Priesterweihe und wurde 1656 am Hof des Statthalters in Brüssel Juan José de Austria zunächst Hofkaplan, dann 1563 Erzkaplan und Großalmosenier. Bereits 1657 war er Propst des Kapitels in Nivelles geworden.
Die Königin von Spanien Elisabeth von Valois ernannte Berghes am 2. Juli 1667 zum Bischof von Tournai. Aufgrund politischer Wirren blieb sein Amtsvorgänger im Amt und er wurde nicht zum Bischof geweiht. Zwei Jahre später, am 3. August 1669 wurde er schließlich als Erzbischof von Mechelen auserwählt. Seine Bischofsweihe erfolgte dann am 25. Januar 1671.
Er wurde in der Kathedrale von Mecheln beigesetzt.